# Congregazione del Sacro Cuore di Gesù di Bétharram

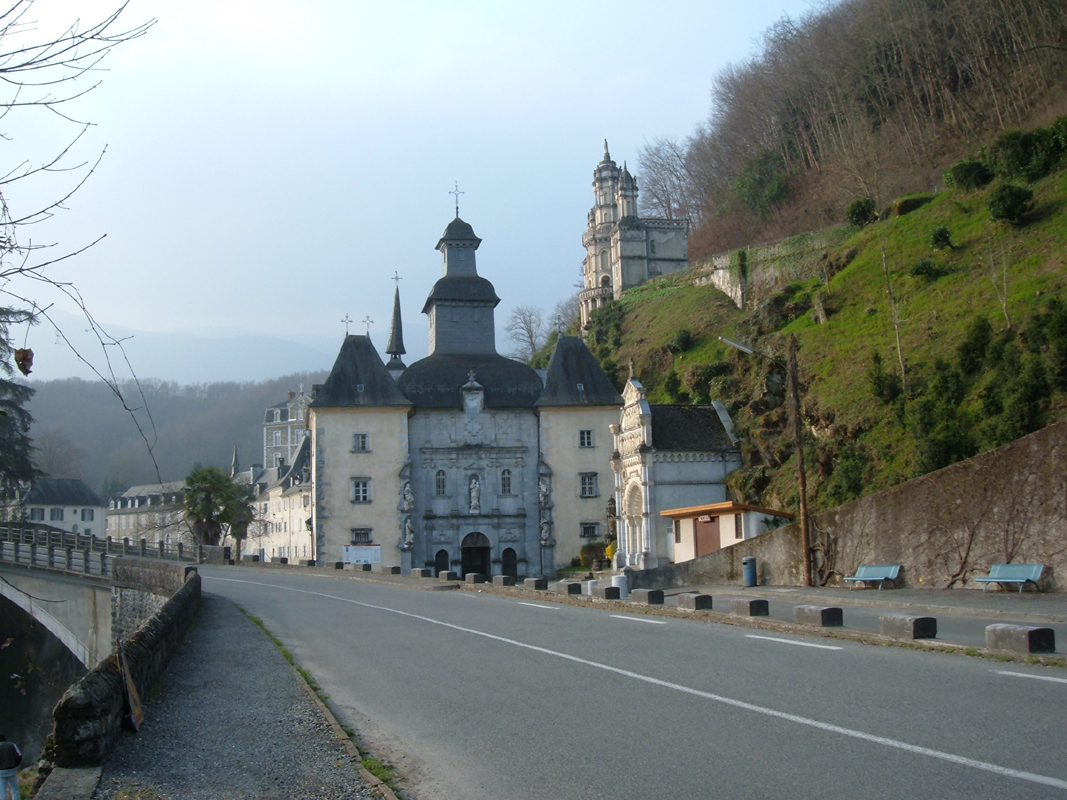
Il Santuario Nostra Signora di Bétharram, luogo di nascita della congregazione.

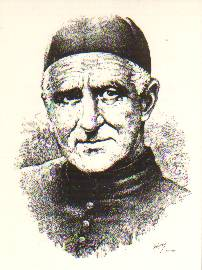
San Michel Garicoïts, fondatore dell'istituto.

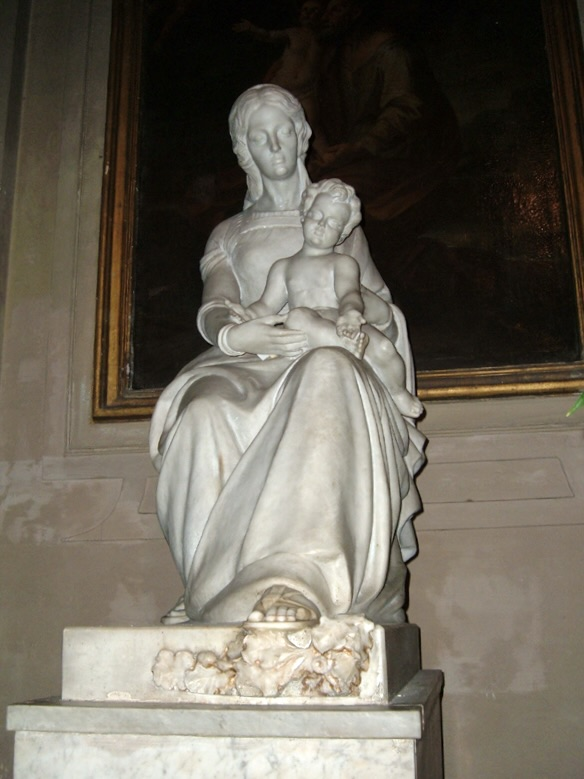
Statua della Vergine di Bétharram, patrona dell'istituto, conservata nella chiesa di Santa Maria dei Miracoli a Roma.

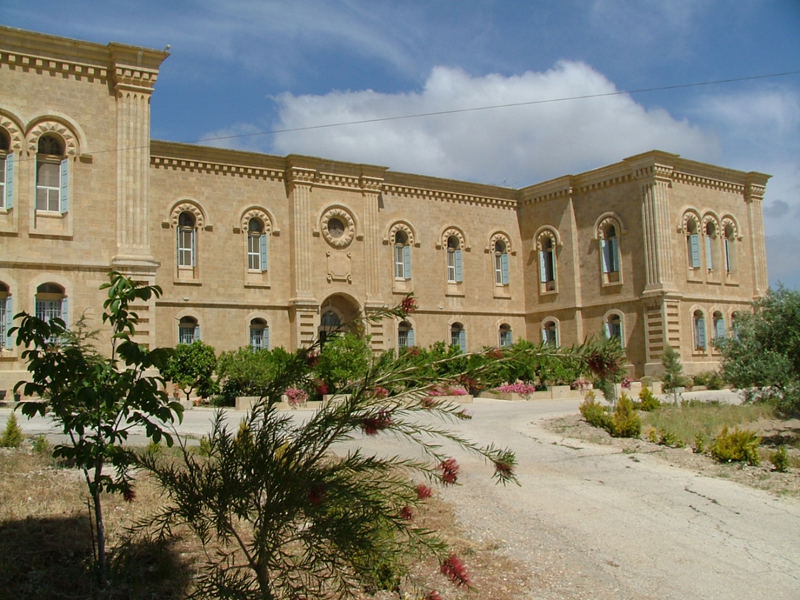
La residenza di Betlemme, fondata da Augusto Etchécopar, terzo superiore generale, nel 1885.

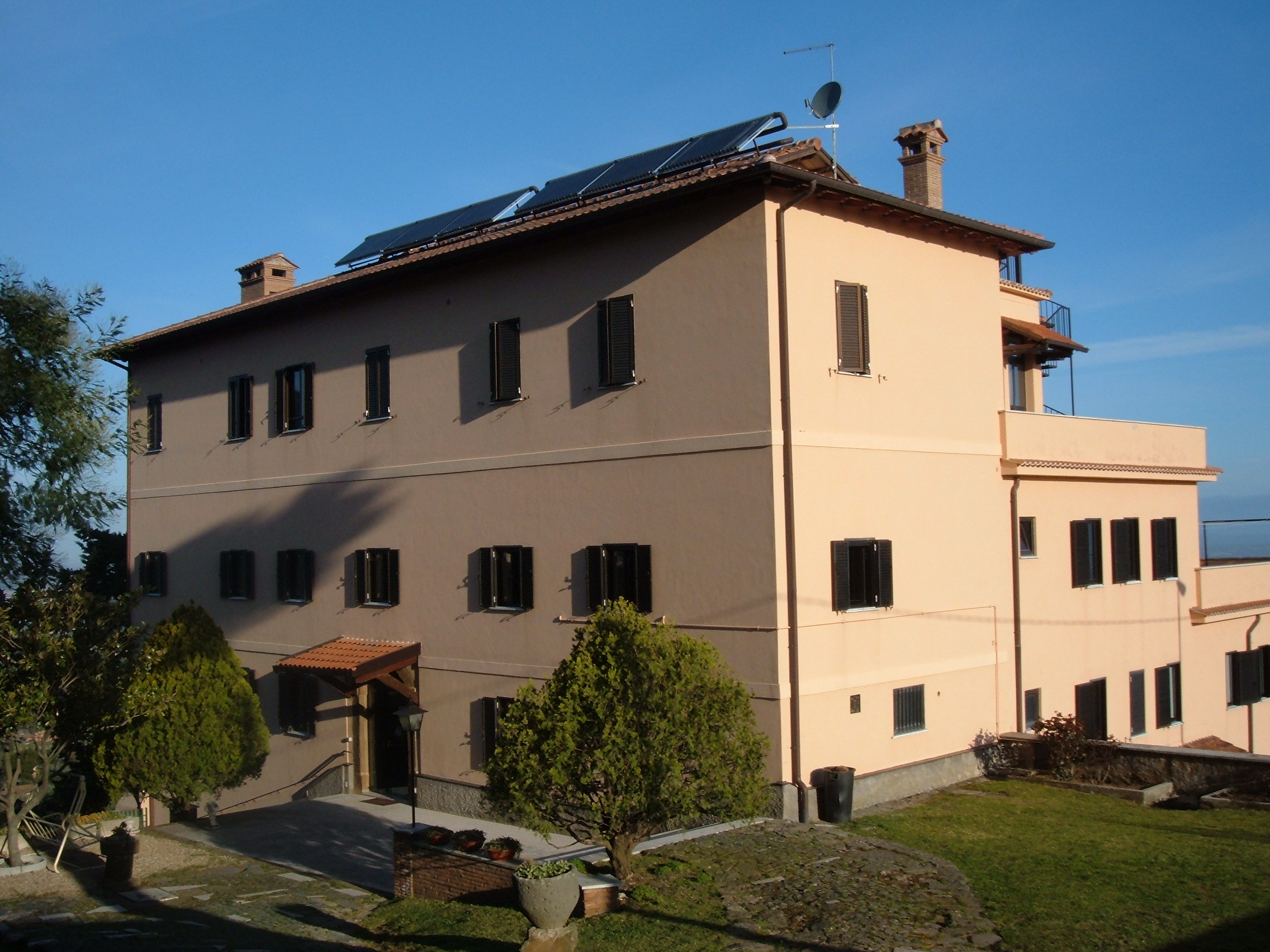
La residenza Villa del Pino a Monte Porzio Catone, che accoglie oggi una casa-famiglia per ammalati di AIDS.

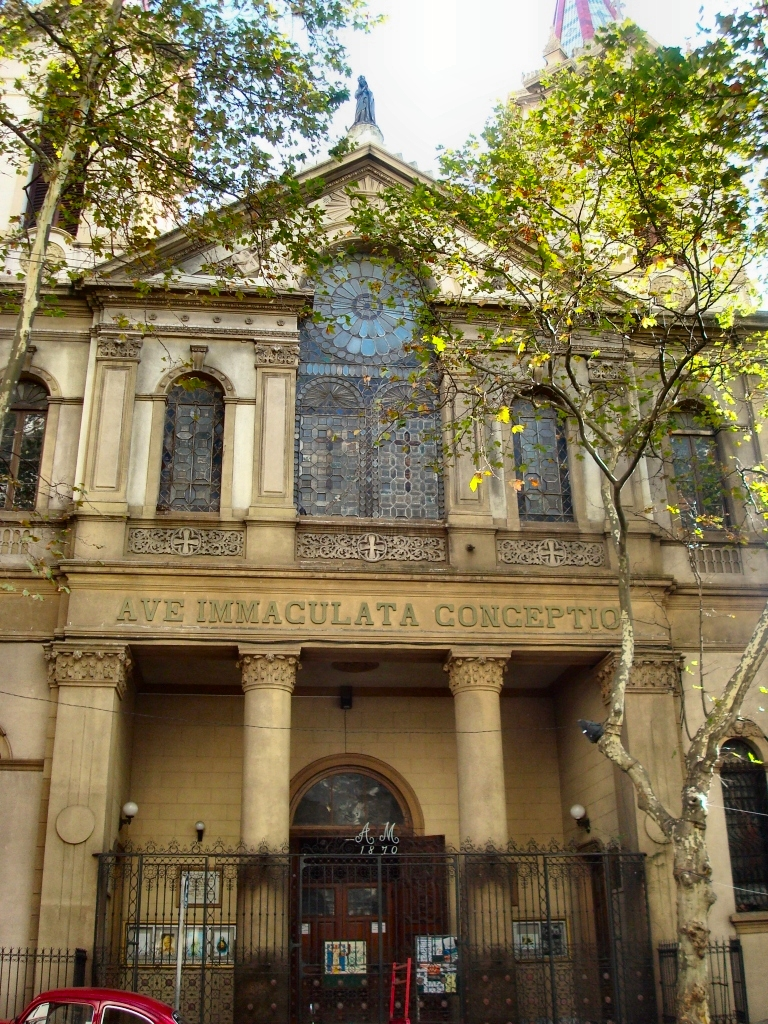
La parrocchia San Miguel Garicoíts nel centro di Montevideo in Uruguay.

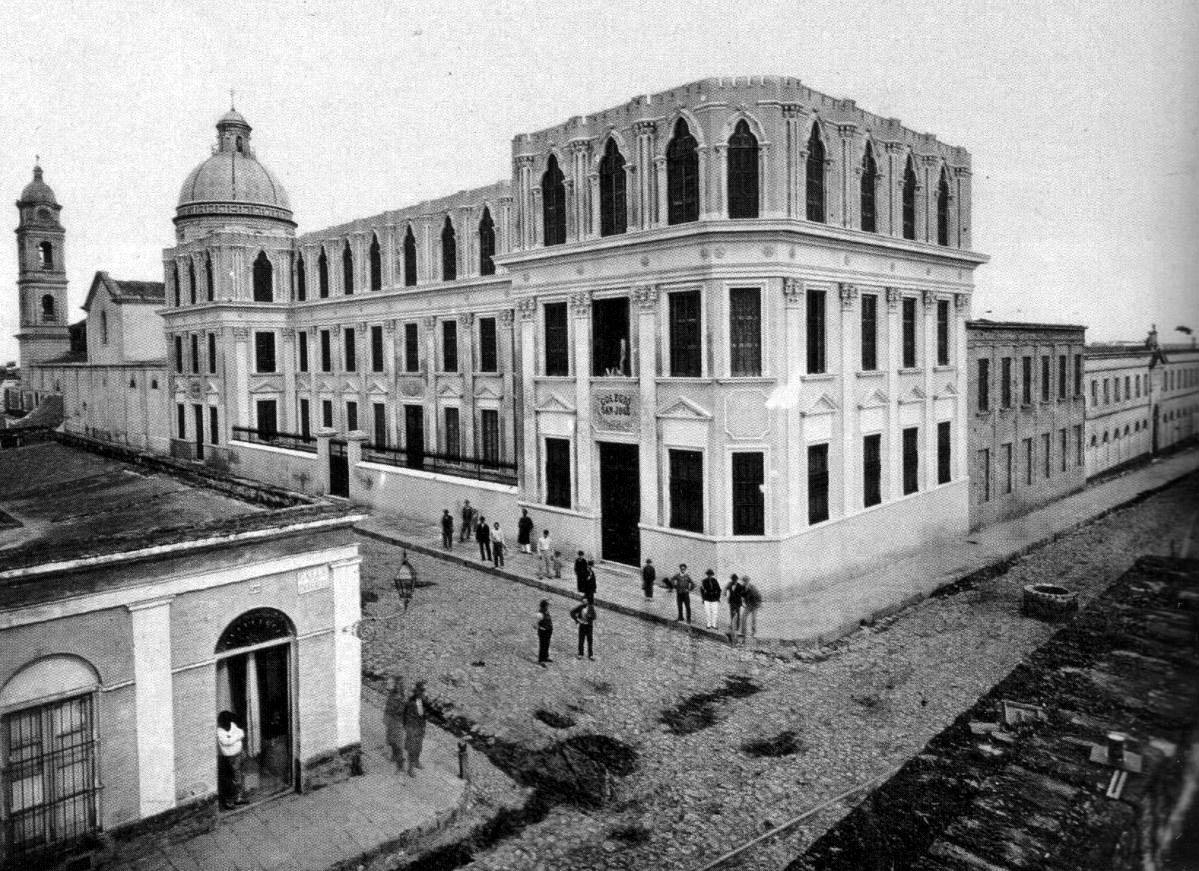
Il collegio San José di Buenos Aires, fondato nel 1858, in una foto del 1877.

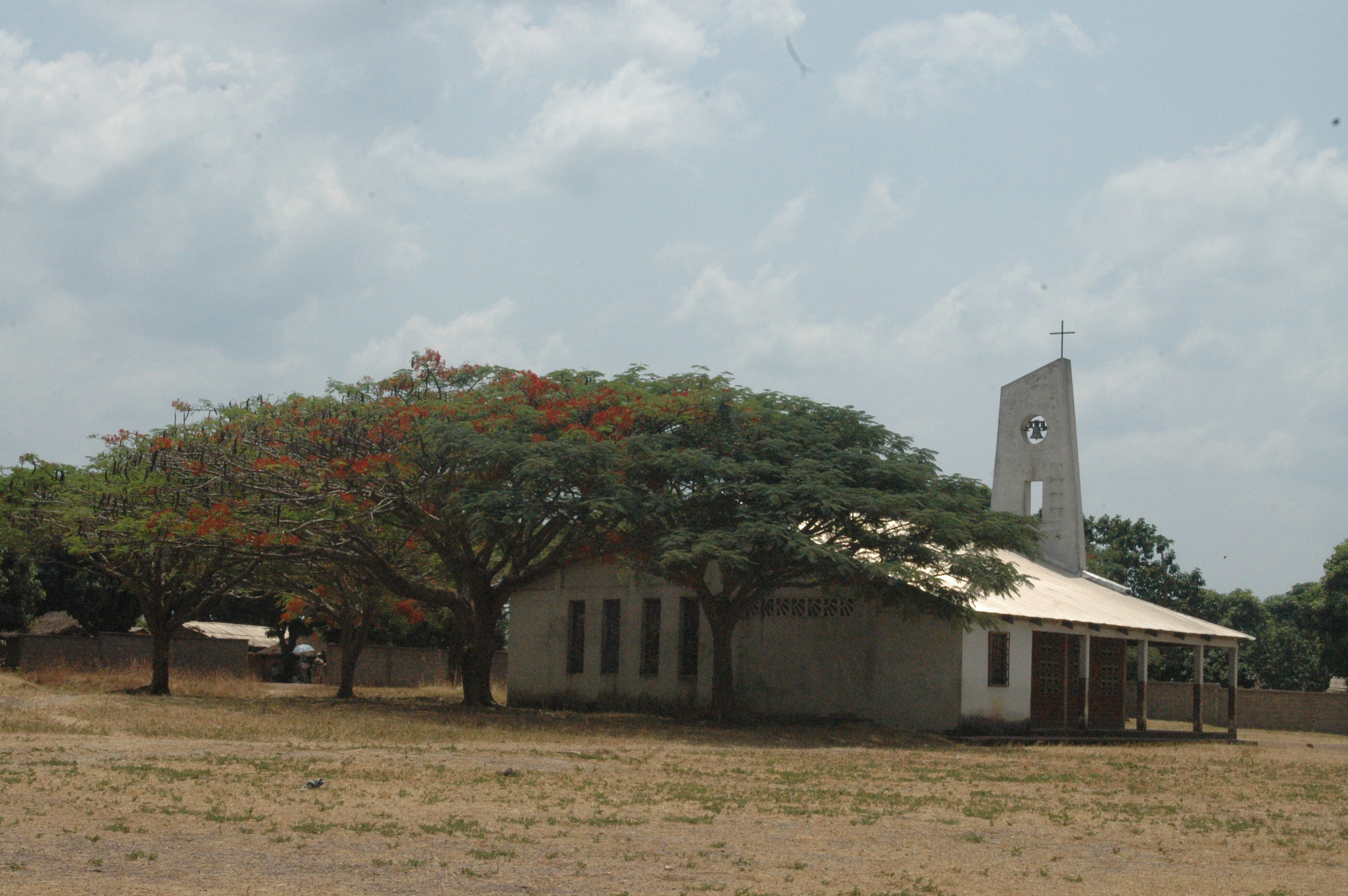
La chiesa della parrocchia di Niem, diocesi di Bouar, nella Repubblica Centrafricana.

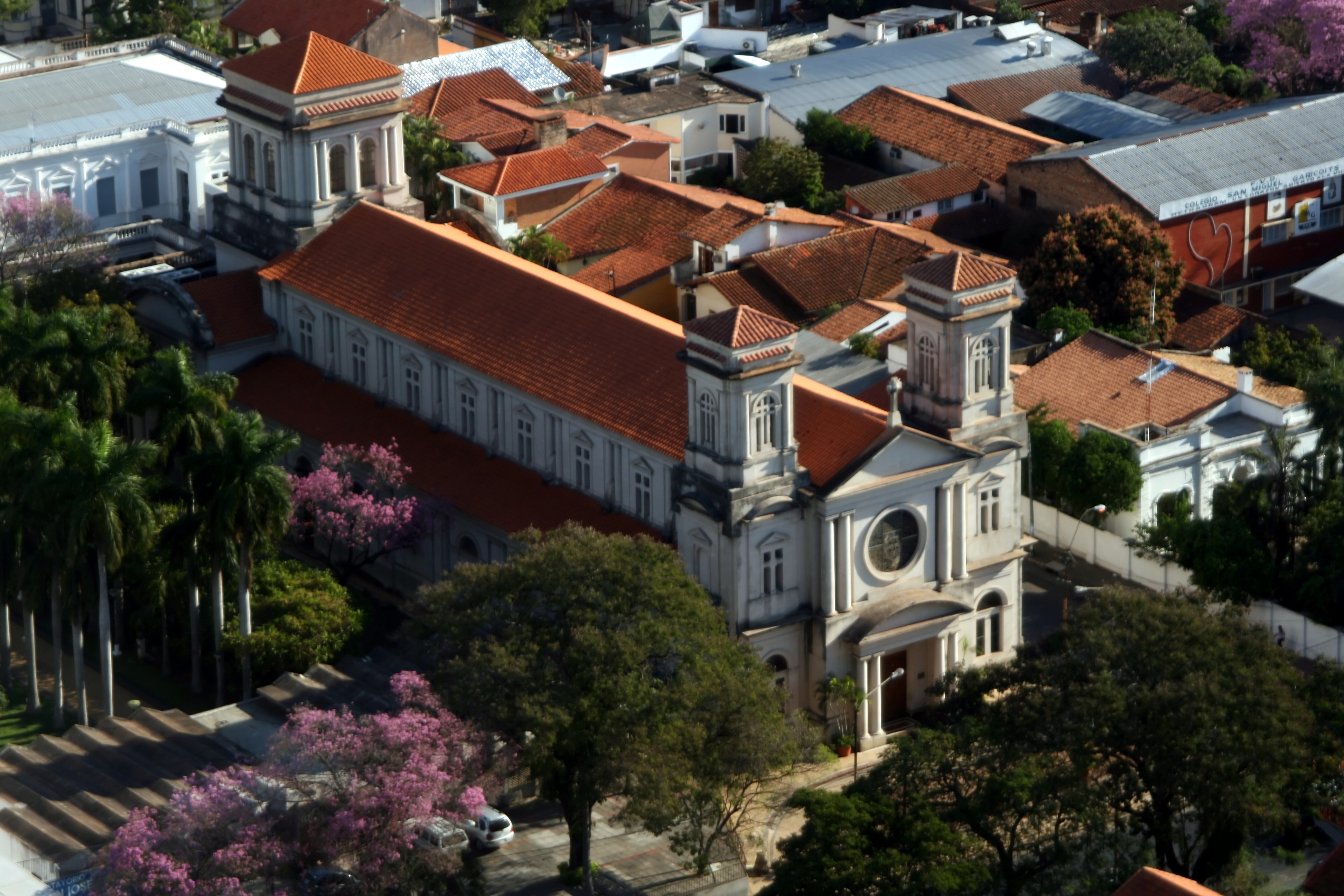
Vista aerea della chiesa e parrocchia di San José a Asunción in Paraguay.

La Congregazione del Sacro Cuore di Gesù di Bétharram (in latino Societas Sacratissimi Cordis Iesu de Bétharram) è un istituto religioso maschile di diritto pontificio: i membri di questa congregazione clericale, detti popolarmente Betharramiti, pospongono al loro nome la sigla S.C.I. di Béth.
La congregazione venne fondata da san Michel Garicoïts nel 1835. Fino al 2011 il nome ufficiale era Congregazione dei Preti del Sacro Cuore di Gesù di Bétharram, modificato in quello attuale su richiesta del capitolo generale ed approvato dalla Santa Sede.

## Bétharram
Bétharram si trova nel dipartimento dei Pirenei Atlantici, a pochi chilometri da Lourdes, sulle rive del Gave, lo stesso fiume che bagna Lourdes, in diocesi di Bayonne. Nella cittadina sorge il santuario dedicato alla Madonna detta Bel Ramo (nel dialetto locale bearnese "bet-aram"): la tradizione locale racconta, infatti che la Madonna vi salvò una ragazza dall'annegamento tendendole un ramo.

## Il Fondatore
Nel 1827 san Michele Garicoïts fu nominato professore di filosofia al seminario maggiore di Betharram.
Era il periodo successivo alla Rivoluzione, e la situazione religiosa della Francia appariva drammatica a don Michele: scristianizzazione diffusa, povertà di istruzione morale, chiusura di istituti religiosi, diminuzione di sacerdoti, perdita di convinzioni e valori cristiani. Convinto che fosse necessaria una "nuova evangelizzazione", ebbe l'ispirazione di fondare un istituto per sacerdoti missionari che fu chiamato Preti del Sacro Cuore di Gesù o Padri Betharramiti.
A causa della continua opposizione del vescovo diocesano, monsignor Lacroix, fu solo nel 1875 che la congregazione fu approvata dalla Santa Sede, grazie all'opera di p. Augusto Etchécopar, terzo Superiore Generale.
La congregazione ottenne il decretum laudis il 30 luglio 1875 e venne approvato dalla Santa Sede il 5 settembre 1877.

## Oggi
La Congregazione del Sacro Cuore di Gesù di Bétharram si compone di religiosi, sacerdoti e fratelli. Si ispira all'Ecce venio: Eccomi!, che vuole ricordare il mistero dell'Incarnazione, quale modello dell'ubbidienza e dell'offerta di sé a Dio e alla salvezza degli uomini. Perciò l'istituto si propone di essere sempre fedele agli appelli della Chiesa e del Mondo di oggi, tramite l'apostolato e la missione. Il motto della congregazione è En avant toujours!, "Avanti sempre!".
Inizialmente, l'Istituto si affermò come centro per l'educazione della gioventù e ad esso si rivolgevano molte famiglie e giovani che volevano associare all'istruzione culturale una formazione cristiana; in seguito furono chiamati in America Latina dove vi erano importanti comunità di baschi emigrati in cerca di lavoro, così andarono in Argentina, Uruguay, Paraguay, Brasile.
All'inizio del XX secolo, in seguito all'espulsione dei religiosi dalla Francia, la congregazione fondò case in Italia, Spagna, Belgio ed Inghilterra.
Nel 1922 essa venne chiamata ad annunciare il vangelo nella Provincia dello Yunnan in Cina, dando vita alla Diocesi di Dali (o Tali).
Oggi la congregazione è presente anche in Africa (Costa d'Avorio e Repubblica Centrafricana), in Medioriente (Israele, Palestina) e in Asia (India, Thailandia e Vietnam).
Al 31 dicembre 2020, la congregazione contava 285 religiosi (218 dei quali sacerdoti) in 71 case.

## Ambiti di azione e presenza
La congregazione svolge la sua azione in scuole, parrocchie, missioni.
Al 31 dicembre 2023, la congregazione operava in alcune località italiane e in diversi paesi del mondo:

### InItalia
- Lombardia: Albavilla, Albiate, Castellazzo di Bollate, Colico, Lissone
- Emilia-Romagna: Viarolo (Parma)
- Toscana: Pistoia, Ponte a Elsa
- Lazio: Monte Porzio Catone, Roma

### Nel resto del mondo
- Francia: Anglet, Bétharram, Pau, Pibrac, Saint-Palais
- Spagna: Hondarribia
- Inghilterra: Nottingham, Droitwich, Olton, Clayton (Staffordshire)
- Israele: Nazaret
- Palestina: Betlemme
- India: 
  - Karnataka: Bangalore, Mangalore, Tiptur, Talmadigi (a Homnabad, distretto di Bidar), Adigondanahalli/Yadavanahalli (distretto urbano di Bangalore)
  - Tamil Nadu: Chennai
  - Assam: Hojai, Simaluguri (distretto di Nagaon), Langting (distretto di Dima Hasao)
- Thailandia: 
  - Provincia di Nakhon Pathom: Sampran;
  - Provincia di Chiang Mai: Chiang Mai, Chom Thong, Mae Wang, Mae Ai, Chai Prakan, Chai Prakan, Fang;
  - Provincia di Chiang Rai: Chiang Rai, Mae Sai, Mae Suai;
  - Provincia di Phayao: Phayao
- Vietnam: Ho Chi Minh[4]
- Costa d'Avorio: Adiapodoumé, Dabakala, Yamoussoukro, Katiola
- Rep. Centrafricana: Bouar, Niem, Bangui
- Brasile: Belo Horizonte, Passa Quatro, Paulínia, San Paolo, Sabará, Gavião/Nova Fátima
- Uruguay: Paso de los Toros
- Argentina: Buenos Aires, Adrogué, Beltrán (provincia di Santiago del Estero)
- Paraguay: Asunción, Mariano Roque Alonso, Ciudad del Este, Lambaré, La Colmena/Tebicuarymí

## Elenco dei Superiori Generali
1. Michel Garicoïts † (1841-1863)
2. Jean Chirou † (1863-1873)
3. Auguste Etchécopar † (1873-1897)
4. Victor Bourdenne † (1897-1909)
5. Pierre Estrate † (1909-1910)
6. Hippolyte Paillas † (1911-1935)
7. Denis Buzy † (1935-1958)
8. Joseph Mirande † (1958-1969)
9. Giovanni Trameri † (1969-1975)
10. Pierre Grech (1975-1987)
11. Terence Sheridan † (1987-1993)
12. Francesco Radaelli (1993-2005)
13. Gaspar Fernandez Perez (2005-2017)
14. Gustavo Eduardo Agín (2017-)

## Vescovi betharramiti
- Lucien Bernard Lacoste (Navailles-Angos 25 febbraio 1905 - Chiang Mai 14 agosto 1989), vescovo di Dali (1948-1983) (Cina) e amministratore apostolico di Chiang Mai (1959-1975) (Thailandia)
- Claudio Silvero Acosta (Iturbe 30 agosto 1935), vescovo titolare di Curubi, già vescovo di Coronel Oviedo (1976-1998) e già ausiliare di Encarnación (1998-2014) (Paraguay)
- Ignacio Gogorza Izaguirre (Azkoitia 28 luglio 1936), già vescovo di Coronel Oviedo (1998-2001) e di Ciudad del Este (2001-2004), vescovo emerito di Encarnación (2004-2014) (Paraguay)
- Vincent Landel (Meknès 26 febbraio 1941), arcivescovo emerito di Rabat (2001-2017) (Marocco).

## Calendario liturgico proprio
| Data      | Celebrazione                                            | Grado                       |
| --------- | ------------------------------------------------------- | --------------------------- |
| 14 maggio | San Michel Garicoïts, Fondatore dell'Istituto           | Solennità                   |
| 28 luglio | Beata Maria Vergine di Bétharram, Patrona dell'Istituto | Festa Solennità a Bétharram |
| 25 agosto | Santa Maria di Gesù Crocifisso, vergine                 | Memoria                     |
| 26 agosto | Santa Giovanna Elisabetta Bichier des Ages, vergine     | Memoria                     |